# Babica (Klein-Polen)
Babica is een dorp in de Poolse woiwodschap Klein-Polen. De plaats maakt deel uit van de gemeente Wadowice en telt 840 inwoners.